# Matena
Matena – wieś w Słowenii, w gminie Ig. W 2018 roku liczyła 262 mieszkańców.